# 1544 en arts plastiques
| Années des arts plastiques : 1541 - 1542 - 1543 - 1544 - 1545 - 1546 - 1547    |
| Décennies des arts plastiques : 1510 - 1520 - 1530 - 1540 - 1550 - 1560 - 1570 |

Cette page concerne l'année 1544 en arts plastiques.

## Œuvres

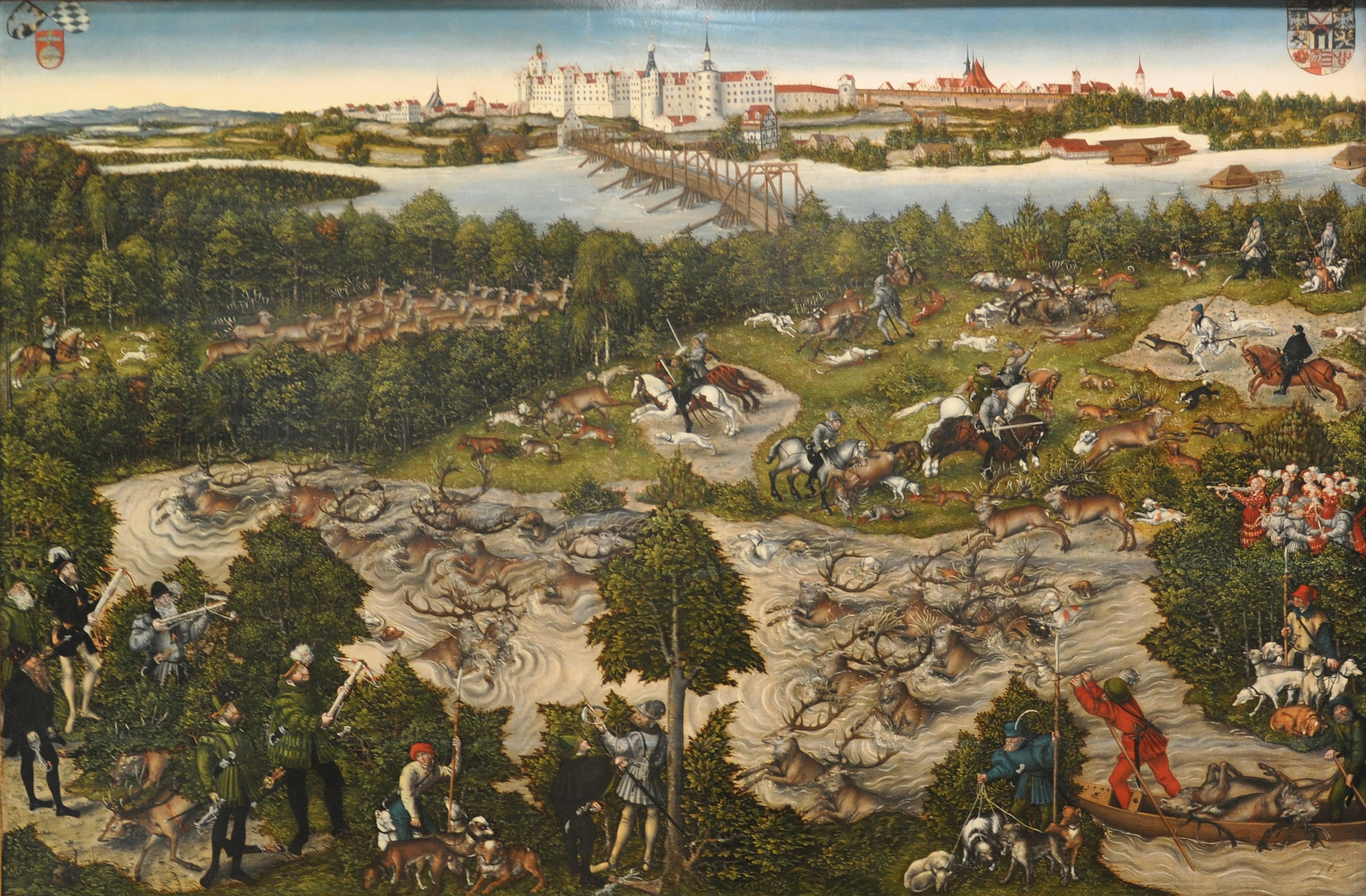
Chasse au cerf, au sanglier et au renard de Charles Quint et Jean-Frédéric de Saxe, à Moritzburg, de Lucas Cranach.

- Portrait d'un jeune homme de dix-huit ans par Georg Pencz.
- Les Sept Âges de la femme par Hans Baldung.

## Naissances
- 25 juillet : Giacomo Zanguidi, peintre maniériste italien de l'école de Parme († 1574),
- ? :
  - Giovanni Battista Brusasorci, peintre italien de l'école véronaise († ?),
  - Gillis van Coninxloo, peintre de paysage flamand de l'école d'Anvers († 1606),
  - Teodoro d'Errico, peintre hollandais qui fit presque toute sa carrière dans le royaume de Naples († 1618),
  - Ambrosius Francken I, peintre baroque flamand de l'École d'Anvers († 1618),
  - Giovanni Guerra, peintre et dessinateur italien († 1618),
  - Francesco Morandini, peintre italien de l'école florentine du Cinquecento († 1597),
  - Filippo Paladini, peintre du maniérisme tardif italien († 1614),
  - Palma le Jeune, peintre maniériste italien († 14 octobre 1628),
  - Romolo del Tadda, sculpteur italien de l'école florentine († 1621),
- Vers 1544 :
- Patricio Caxés, peintre de cour italien († 14 mai 1612).

## Décès
- 15 juillet : Giovanni Antonio Sogliani, peintre italien (° 1492),
- 10 septembre : Girolamo da Treviso, peintre italien (° 1508),
- 27 octobre : Giannicola di Paolo, peintre italien (° vers 1460),

- ? :
  - Chen Daofu, peintre, calligraphe et poète chinois de la Dynastie Ming (° 1483),
  - Jacopo Siculo, peintre italien (° 1490),
  - Zaccaria Zacchi, peintre, sculpteur et ingénieur italien († 6 mai 1473),

- Vers 1544 :
- Vincenzo Civerchio, peintre et sculpteur sur bois italien (° vers 1470).